# Attila Marcel
Attila Marcel è un film del 2013 diretto da Sylvain Chomet.
È il primo film live di Sylvain Chomet, (più noto per il film di animazione Appuntamento a Belleville),  ma con effetti visivi e di animazione. Molti brani musicali gli danno un tocco da commedia musicale degli anni '60-'70.

## Trama
Paul, giovane pianista virtuoso di 33 anni goloso di bignè di pasta choux, vive con due zie aristocratiche, Annie e Anna, che gestiscono un corso di danza di cui egli è il pianista titolare. Egli è muto dall'età di due anni quando vide i suoi genitori, Anita e Marcel, morire davanti a lui.
Il film inizia con la visione in soggettiva, dal passeggino, di Paul che vede di spalle il proprio padre che indossa un giubbotto con la scritta Attila Marcel (che è il nome con il quale egli è noto nel mondo del wrestling) mentre passeggia per le strade di Parigi nel quartiere di La Villette. Si intravede anche sua madre, ed un manifesto che riporta il nome d'arte di suo padre che combatterà contro il Macellaio de La Villette. Il padre va per attraversare la strada mentre sopraggiunge in velocità un'automobile. Poi la visione in soggettiva svanisce.
La trama riprende mostrandocelo adulto di 32 anni, al parco del quartiere mentre ascolta, stranamente attratto, la musica naïf di un ukulele suonato da una attempata hippy. Ritornato alla sua dimora, l'appartamento al quinto piano di proprietà delle zie, sulle scale di casa raccoglie un disco a 45 giri che è caduto a M. Coelho (l'accordatore cieco del monumentale pianoforte di famiglia), e lo segue al quarto piano, entrando dalla porticina lasciata socchiusa, in casa di Madame Proust, una vicina di casa piuttosto originale che coltiva furtivamente in casa, oltre a delle verdure, funghi allucinogeni, lei è proprio l'hippy che aveva visto al parco.
Incoraggiato da Coelho, di nascosto dalle zie, comincia con Madame Proust un trattamento "terapeutico" che consiste nell'assunzione di una strana tisana il cui gusto orrendo è mascherato dalle madeleine (ovviamente 'Madeleine de Proust') mangiate subito dopo.
Il simbolismo delle madeleine scelto dal regista con l'ovvio riferimento a Marcel Proust è l'artificio narrativo che gli fa rivivere per flash-back, assieme a suoni e musica della sua infanzia, gli avvenimenti che hanno condotto al dramma della morte dei suoi genitori. Paul, in uno dei suoi trip ascolta il suono di un sonaglino, poi di alcuni vecchi dischi a 45 giri che egli acquista in un negozio specializzato, e rivive le scene (riprese sempre in soggettiva di un bimbo di due anni) di suo padre e sua madre teneramente abbracciati mentre ballano, di un litigio tra sua madre e le sorelle che le rimproverano di non avere sposato un aristocratico e di non avere voluto studiare musica, poi ancora suo padre e sua madre che sul ring di un "combattimento di wrestling" si esibiscono insieme felici del successo riportato. Ascolta anche il "lato a" di un disco 45 giri dal titolo Attila Marcel ed ancora sotto gli effetti delle "tisane" di Madame Proust, vince il concorso internazionale per pianisti cui aveva partecipato, invano, da molti anni, battendo l'agguerrita concorrenza dei pianisti cinesi. Nel frattempo incontra una violoncellista, cinese, Michelle, adottata da un amico delle zie, ed a poco a poco se ne innamora. Infine si arriva all'acme finale, avendo appreso che Madame Proust è morta di cancro, ingurgita senza acqua la bustina contenente l'allucinogeno e quindi ascolta il "lato b" del disco Attila Marcel: raggiungendo finalmente la verità, non è stato un incidente automobilistico. Rivive la scena della morte dei suoi genitori: sono stati schiacciati dal pianoforte monumentale di famiglia, precipitato loro addosso a causa di una maldestra opera di demolizione di un muro maestro che sorreggeva il soffitto della loro casa. Inebetito chiude di scatto lo sportello del pianoforte monumentale di famiglia fratturandosi tutte le dita, seppur guarito, non potrà più suonare il pianoforte. Si reca quindi al cimitero a rendere omaggio sulla tomba di Madame Proust, e ne recupera l'ukulele li sopra deposto assieme ad altre memorabilia dagli amici, quando lo sente suonare da solo.
Diventa quindi maestro di tale strumento presso la scuola musicale delle zie, si sposa con Michelle, ha una figlia, e durante il loro viaggio verso le Hawaii per partecipare al festival internazionale di ulukele, fanno una tappa presso il Grand Canyon. Il regista ci mostra in soggettiva rispetto alla loro figlia che è in passeggino, il viso di Paul che si avvicina alla figlia e riprende a parlare pronunciando la parola: papà.

## Colonna sonora
Nel film sono due estratti d'opéra: 
1. Duetto dei fiori  tratto da Lakmé di Léo Delibes;
2. Libiamo ne' lieti calici tratto dalla La traviata di Giuseppe Verdi.

Il resto della colonna sonora è dato dalle canzoni di Sylvain Chomet e Franck Monbaylet.

### Tracce
1. ATTILA DISCO (Sylvain Chomet/Franck Monbaylet)
2. AIR DU MOUSTIQUE  (Sylvain Chomet)
3. FUCK LE MENUET  (Franck Monbaylet)
4. LAISSE MON CORPS TE DIRE  (Sylvain Chomet/Franck Monbaylet)
5. A TRAVERS LE JUDA  (Franck Monbaylet)
6. NI L'UN NI L'AUTRE  (Sylvain Chomet)
7. LA JAVA BANCALE  (Franck Monbaylet)
8. CUBA COCO  (Sylvain Chomet/Franck Monbaylet)
9. CHINOISERIE (Sylvain Chomet)
10. UN PAS EN AVANT, DEUX PAS EN ARRIÈRE (Franck Monbaylet)
11. SOUS L'ARBRE  (Sylvain Chomet)
12. BŒUF DES FROGS  (Sylvain Chomet)
13. LE MARRONNIER  (Franck Monbaylet)
14. ON P'TIT PÈRE  (Sylvain Chomet)
15. CATCH AMOUREUX  (Sylvain Chomet/Franck Monbaylet)
16. RÉCONCILIATION (Franck Monbaylet)
17. CONCERTO DE PAUL  (Franck Monbaylet)
18. BRAVISSIMO MAESTRO  (Franck Monbaylet)
19. ATTILA MARCEL  (Sylvain Chomet)
20. VALSE DES SOUVENIRS  (Franck Monbaylet)
21. DUO DES FLEURS  (Léo Delibes)
22. AIR DU MOUSTIQUE  (Sylvain Chomet)
23. GÉNÉRIQUE DE FIN  (Sylvain Chomet/Franck Monbaylet)
24. FROG ACAPELLA  (Sylvain Chomet)

## Riconoscimenti
- Beijing International Film Festival 2014:  come Miglior Attore Protagonista (Guillaume Gouix)[3]